# Francia en los Juegos Olímpicos de Estocolmo 1912
Francia estuvo representada en los Juegos Olímpicos de Estocolmo 1912 por un total de 119 deportistas que compitieron en 13 deportes.  
El portador de la bandera en la ceremonia de apertura fue el atleta Raoul Paoli.

## Medallistas
El equipo olímpico francés obtuvo las siguientes medallas:
| Nombre | Deporte            | Competición                      |
| --- | ------------------ | -------------------------------- |
| Oro |                    |                                  |
| Jacques Cariou (Mignon)                                                                                     | Hípica             | Saltos ind.                      |
| Marguerite Broquedis                                                                                        | Tenis              | Individual F (aire libre)        |
| André Gobert                                                                                                | Tenis              | Individual M (pista cubierta)    |
| André Gobert Maurice Germot                                                                                 | Tenis              | Dobles M (pista cubierta)        |
| Paul Colas                                                                                                  | Tiro               | Rifle en tres posiciones 300 m M |
| Paul Colas                                                                                                  | Tiro               | Rifle militar 600 m M            |
| Amédée Thubé Gaston Thubé Jacques Thubé                                                                     | Vela               | 6 Metre M                        |
| Plata |                    |                                  |
| Jean Bouin                                                                                                  | Atletismo          | 5000 m M                         |
| Pierre Failliot Charles Lelong Charles Poulenard Robert Schurrer                                            | Atletismo          | 4 × 400 m M                      |
| Louis Ségura                                                                                                | Gimnasia artística | Concurso completo ind. M         |
| Pierre Dufour d'Astafort (Amazone) Jacques Cariou (Mignon) Ernest Meyer (Allons-y) Gaston Seigner (Cocotte) | Hípica             | Saltos por eqs.                  |
| Bronce |                    |                                  |
| Jacques Cariou (Cocotte)                                                                                    | Hípica             | Concurso completo ind.           |
| Albert Canet Edouard Meny de Marangue                                                                       | Tenis              | Dobles M (aire libre)            |
| Marguerite Broquedis Albert Canet                                                                           | Tenis              | Dobles mixto (aire libre)        |